# فيرشينو-داراسونسكيي (سيتا)
فيرشينو-داراسونسكيي (بالروسية: Вершино-Дарасунский) هي مدينة في مقاطعة زابايكالسكي كراي في روسيا.
يبلغ عدد سكانها حوالي 6675   نسمة.